# Десанка Пешут
Десанка Перовић-Пешут  (Врбас, 14. октобар 1941 — Нови Сад, 8. јун 2021) била је српска стрелкиња.
Са осамнаест година постала је репрезентативка Југославије у стрељаштву. На државним првенствима у појединачној конкуренцији освојила је 9 златних, 20 сребрних и 6 бронзаних медаља. Такмичила се на Летњим олимпијским играма 1976. за Југославију. На Светском првенству 1970. у Финиксу, освојила је једну златну и две сребрне медаље и добила златну значку за најбољег спортисту Југославије те године.
По завршетку такмичарске каријере, била је тренер и судија.
Била је у браку са рано преминулим Владимиром Пешутом са којим је имала ћерку Мирјану.
Живела је и радила у Новом Саду.